# 梨园街道 (潍坊市)
梨园街道，是中华人民共和国山東省潍坊市奎文区下辖的一个乡镇级行政单位。

## 行政区划
梨园街道下辖以下地区：
樱前街西社区、樱园社区、九龙桥社区、翔天园社区、九龙园社区、梨园社区、樱南社区、樱北社区、西英社区、庄家社区、后栾社区、西河西社区、张家庄子社区、九龙山社区和前栾社区。